# 윤용
윤용(尹愹, 1708년~1740년)은 조선의 화가이다. 자는 군열, 호는 청고, 본관은 해남이다.
진사 벼슬을 지냈으며, 할아버지 윤두서와 아버지 윤덕희의 뒤를 이어 그림을 잘 그렸다. 작품으로 〈춘하도〉, 〈연강우색도〉 등이 있다.

## 가족 관계
- 할아버지 : 윤두서(尹斗緖) 화가
- 아버지 : 윤덕희(尹德熙) 화가